# Vachagã I
Vachagã I (em armênio: Վաչագան; romaniz.: Vač’agan), cognominado o Bravo (Քաջ, Caj), foi o primeiro rei da Reino da Albânia da dinastia arsácida, governando de 300 a 336.

## Nome
Vachagã (Վաչագան, Vačʻagan) e seu associado Vachaque (Վաչակ, Vačak) são nomes de origem iraniana. Destes, surgiu o nome abreviado Vache (Վաչէ, Vačʻē). Derivam do persa médio waččag, que significa "jovem, criança, novato filhote".

## Vida
Vachagã nasceu em algum momento desconhecido ao longo do século III. Sua linhagem é desconhecida, salvo que descendia da dinastia arsácida do Império Arsácida, que desde 224 foi destronada com a derrubada de Artabano IV (r. 213–224) por Artaxer I (r. 224–242) e a fundação do Império Sassânida. À época, nas vizinhas Ibéria e Armênia, reinavam ramos cadetes dos arsácidas, que descendiam de Vologases V (r. 180–208), ao contrário da Albânia. Murtazali Gadjiev propôs que a ascensão arsácida na Albânia ocorreu por meio da intervenção do Império Romano, pois desde 299, com a formalização da Paz de Nísibis após a derrota de Narses I (r. 293–303) perante as tropas dos imperadores Diocleciano (r. 284–305) e Galério (r. 293–311), os romanos englobaram o Cáucaso dentro de sua esfera de influência, interferindo nos assuntos domésticos dos reinos locais. Com base nessa interpretação, Vachagã foi designado rei em 300, inaugurando uma linhagem pró-romana na Albânia.
Quase nada se sabe sobre o reinado de Vachagã, pois a principal fonte a respeito da história da Albânia, ou seja, A História do País da Albânia de Moisés de Dascurã, apenas o cita nominalmente dentro da linha sucessória albanesa. Ao que parece, Vachagã manteve-se alinhado aos interesses romanos, bem como os de seus parentes na Armênia, ao longo de todo seu reinando, que se estendeu até 336, quando foi sucedido por seu filho Vache I (r. 336–350). Foi contemporâneo do católico albanês Gregoris, sobrinho de Gregório, o Iluminador, que nos anos 330 perambulava pela região em missão missionária. Nessa mesma época, Sanatruces, rei dos mascutes, aproveitou a sucessão dinástica entre Tiridates III (r. 298–330) e Cosroes III (r. 330–339) para invadir a Armênia. Desde 334, Sanatruces ocupava parte da Albânia e utilizou o país como base para reunir suas forças. Moisés de Dascurã refere-se a ele como rei dos albaneses de Paitacarã. O invasor seria derrotado mais adiante pelos exércitos armeno-romanas liderados por Antíoco e Vache I.